# Louis Beyerhaus
Louis Beyerhaus (* 1790; † 1853) war ein deutscher Graveur und Wappenschneider.
Louis Beyerhaus war der älteste Sohn des Graveurs und Gürtlermeisters Gisbert Ludolph Beyerhaus (* 1756 in Potsdam; † 1828 in Berlin). So wie die meisten Mitglieder der Familie Beyerhaus in Potsdam, Gleiwitz und Berlin als Stecher, Graveure und Eisengießer tätig waren, arbeitete auch er als Graveur und Wappenschneider. Für die Königlich Preußische Eisengießerei in Berlin schuf er die meisten der sogenannten Neujahrsplaketten der Jahre 1805 bis 1844. Seinem Bruder Friedrich Ludwig, der ab etwa 1810 ebenfalls an der Berliner Eisengießerei gearbeitet hatte und später nach Gleiwitz berufen worden war, half er seit 1843 viel. Ob er auch in Gleiwitz gestorben ist, ist nicht bekannt, aber er wurde auf dem Gleiwitzer Hüttenfriedhof begraben.
Sein Bruder August war Hofgraveur in Berlin.